# Чемпионат России по боксу 2025
34-й чемпионат России по боксу 2025 года пройдёт с 15 по 22 августа в Екатеринбурге во Дворце игровых видов спорта.
Чемпионат посвящён памяти маршала Советского Союза Георгия Жукова, а также – Году защитника Отечества и 80-летию со дня Великой Победы.
За медали будут бороться более 300 сильнейших спортсменов из более чем 60 регионов России.
Призовой фонд турнира составит 26 миллионов рублей: победители получат по 1,5 млн, серебряные медалисты — по 250 тысяч, бронзовые — по 125 тысяч рублей. Генеральный партнёр чемпионата России — букмекерская компания «Лига ставок».

## Расписание
| Дата                              | События. Раунды соревнования                                    |
| --------------------------------- | --------------------------------------------------------------- |
| Пятница, 15 августа 2025          | Пресс-конференция, Церемония открытия, Предварительные поединки |
| Суббота—Среда, 16—20 августа 2025 | Предварительные поединки                                        |
| Четверг, 21 августа 2025          | Полуфиналы                                                      |
| Пятница, 22 августа 2025          | Финалы                                                          |

## Медалисты
| Весовая категория | Золото | Серебро | Бронза |
| ----------------- | ------ | ------- | ------ |
| до 48 кг          |        |         |        |
| до 51 кг          |        |         |        |
| до 54 кг          |        |         |        |
| до 57 кг          |        |         |        |
| до 60 кг          |        |         |        |
| до 63,5 кг        |        |         |        |
| до 67 кг          |        |         |        |
| до 71 кг          |        |         |        |
| до 75 кг          |        |         |        |
| до 80 кг          |        |         |        |
| до 86 кг          |        |         |        |
| до 92 кг          |        |         |        |
| свыше 92 кг       |        |         |        |